# Брегалничко-струмички корпус НОВЈ
Брегалничко-струмички корпус НОВЈ формиран је 3. октобра 1944. године. При формирању, у његов су састав ушле 50. и 51. македонска дивизија НОВЈ. Командант корпуса био је Пецо Трајков.
Корпус је своје борбено дејствовање започео 15. октобра 1944. године, за ослобођење територије од границе са Бугарском до реке Вардар и од реке Брегалнице до реке Струмице. Ослобођени су градови Кочани 22. октобра, Штип 8. новембра, Струмица 5. новембра и Валандово 7. новембра.
Након ослобођења Струмице, 51. дивизија је била послана на граничну тромеђу како би затворила правце из Бугарске и Грчке, док је 50. дивизија послана у борбе за ослобођење Скопља. Корпус је расформиран у првој половини децембра 1944. године, а његови дотадашњи борци распоређени су у остале војне јединице.